# دانيال كي. هوش
دانيال كي. هوش هو سياسي أمريكي، ولد في 31 يناير 1866 في ريدينغ في الولايات المتحدة، وتوفي بنفس المكان في 11 أكتوبر 1960. نشط حزبياً في الحزب الديمقراطي. وقد انتخب عضو مجلس نواب بنسيلفانيا ‏ وانتخب عضو مجلس النواب الأمريكي ‏.